# Hemilepidotus spinosus
Hemilepidotus spinosus és una espècie de peix pertanyent a la família dels còtids.

## Descripció
- Fa 29 cm de llargària màxima.
- Aleta caudal arrodonida.
- Nombre de vèrtebres: 35.
- És de color marró i, sovint, tenyit de vermell a l'àrea dorsal.[2][3][4]

## Alimentació
Menja crustacis.

## Depredadors
Als Estats Units és depredat per Oncorhynchus clarki clarki, la truita arc de Sant Martí (Oncorhynchus mykiss) i Oncorhynchus tshawytscha.

## Hàbitat
És un peix marí, demersal i de clima temperat (59°N-32°N) que viu entre 0-780 m de fondària.

## Distribució geogràfica
Es troba al Pacífic oriental: des de la badia de Puffin (sud-est d'Alaska) fins a l'illa Santa Barbara (sud de Califòrnia, els Estats Units).

## Observacions
És inofensiu per als humans.